# Ивановское сельское поселение (Калачинский район)
Ивановское се́льское поселе́ние — муниципальное образование в Калачинском районе Омской области Российской Федерации.
Административный центр — село Ивановка.

## История
Статус и границы сельского поселения установлены Законом Омской области от 30 июля 2004 года № 548-ОЗ «О границах и статусе муниципальных образований Омской области».
Ивановский сельский Совет рабочих, крестьянских и красноармейских депутатов Калачинского района Омской губернии был организован в 1924 году. 
С октября 1977 года Совет стал именоваться Ивановский сельский Совет народных депутатов Калачинского района Омской области и его исполнительный комитет согласно принятой Конституции СССР.
В соответствии с постановлением Главы районной администрации № 122 – П от 12 марта 1992 года Главой сельской администрации был назначен Чикиш Виктор Григорьевич, ранее работавший председателем Ивановского сельского Совета народных депутатов.

## Население
| 2010  | 2011  | 2012  | 2013  | 2014  | 2015  | 2016  |
| ----- | ----- | ----- | ----- | ----- | ----- | ----- |
| 1633  | ↘1628 | ↘1568 | ↘1530 | ↘1485 | ↘1462 | ↘1457 |
| 2017  | 2018  | 2019  | 2020  | 2021  | 2023  |       |
| ↘1419 | ↘1416 | ↘1380 | ↘1370 | ↘1299 | ↘1251 |       |

## Состав сельского поселения
| № | Населённый пункт | Тип населённого пункта             | Население |
| - | ---------------- | ---------------------------------- | --------- |
| 1 | 2826 км          | железнодорожный остановочный пункт | ↘3        |
| 2 | Ермолаевка       | деревня                            | ↘74       |
| 3 | Ивановка         | село, административный центр       | ↘1101     |
| 4 | Илюшкино         | железнодорожный остановочный пункт | ↘46       |
| 5 | Илюшкинская      | деревня                            | ↘8        |
| 6 | Ковалево         | деревня                            | ↘401      |